# David Woods
David Michael Woods (ur. 23 stycznia 1944, zm. 1 czerwca 2017 w Balmain) – australijski piłkarz wodny, olimpijczyk.
Reprezentował Australię na Letnich Igrzyskach Olimpijskich 1972, które odbyły się w Monachium, zajmując 12. miejsce oraz na Letnich Igrzyskach Olimpijskich 1976 w Montrealu, gdzie zajął 11. miejsce.